# Alegria (Surigao du Nord)
Pour les articles homonymes, voir Alegria.
Alegria est une localité de la province de Surigao du Nord, aux Philippines. En 2015, elle compte 16 011 habitants.